# Independant Operating Company
Pour les articles homonymes, voir IOC.
Un opérateur indépendant (IOC - « Independent Operating Company ») est, sur le marché américain des services de télécommunications, un opérateur historique de boucle locale (ILEC) qui est indépendant des grandes compagnies régionales de services locaux « RBOC » comme AT&T/Bellsouth, Verizon ou Qwest. 

## Spécificités des IOC
Les États-Unis se placent au quatrième rang mondial pour la superficie. Il existe de très fortes disparités dans la distribution géographique des populations: zones à fortes densités humaines sur la côte atlantique, immenses étendues avec de faibles densités de populations dans le centre et l’ouest et de nombreuses poches de populations isolées.
Les IOC correspondent à des opérateurs qui ont un monopole historique sur la fourniture de services locaux sur certains territoires à faible densité de population (« zones rurales ») ainsi que certaines agglomérations de taille petite à moyenne. 

## Nombre de sociétés et taille moyenne
Le nombre d'opérateurs IOC aux États-Unis est très élevé. On compte plus d'un millier de compagnies de petite taille, gérant parfois moins de 500 abonnés. Toutefois, quelques opérateurs IOC ont une taille moyenne (plusieurs millions de lignes). On peut citer notamment:
- Embarq, anciennement SPRINT Local Telecommunications Division LTD, environ 8,23 millions d’abonnés directement raccordés à son réseau dans 18 États.
- Windstream Corporation: environ 3,2 millions de lignes dans 16 États.
- Citizens Communications Company (Frontier): environ 2,4 millions de lignes dans 24 États.
- CenturyTel: environ 2,07 millions de lignes, 95 % dans 12 États
- Dakota Carrier Network principalement présent dans le Dakota du Nord

## Aspects réglementaires
Leur statut d'opérateur de service universel en zone rurale leur permet de bénéficier d'aides spécifiques (« Rural Utilities Service (RUS) funding ») octroyées par le département d'état américain de l'agriculture, sous forme de prêts à faible taux et à longue durée. Pour cette raison, les IOC sont fréquemment équipés avec des infrastructures de réseau parmi les plus modernes, notamment haut débit par fibre optique (FTTx), Télévision sur IP (IPTV), voix sur IP...  
Les opérateurs IOC n'ont pas les mêmes contraintes réglementaires que les grandes compagnies régionales de téléphone "RBOC". Par exemple, elles peuvent très facilement offrir simultanément des services locaux et des services longue distance. Ces opérateurs sont généralement soumis à une pression concurrentielle moins forte que les autres opérateurs historiques sur leur territoire. 

## Poids relatif des IOC par rapport aux autres opérateurs[1]
| Catégorie d'opérateur | Nombre de lignes (accès) | % du total |
| Historiques RBOC      | 148 326 042              | 71,3 %     |
| Historiques IOC       | 27 580 646               | 13,3 %     |
| Alternatifs CLEC      | 31 983 229               | 15,4 %     |
| Total                 | 207 889 917              | 100 %      |